# Lluís Roca-Sastre i Muncunill
Luis Roca-Sastre Muncunill (Sort, Lérida, 1930- Barcelona, 14 de julio de 2000) fue un notario e hipotecarista español.

## Biografía
Hijo del también notario Ramón María Roca-Sastre, fue miembro del Consejo Consultivo de la Generalidad de Cataluña (1981-87), decano del Colegio de Notarios de Cataluña (1981-83), vocal del Tribunal Arbitral de Censos de Barcelona, miembro de la Junta Electoral de Barcelona y vocal (1985-2000) de la misma, y vicepresidente de la Academia de Legislación y Jurisprudencia de Cataluña. Estuvo vinculado a la Fundación Noguera y fundó y presidió la Fundación Ramón María Roca Sastre.
Compaginó el ejercicio de su profesión de notario con el estudio de la ciencia jurídica, especialmente en el campo del derecho privado. Fue autor de numerosas obras jurídicas, entre las que destacan sus investigaciones jurídicas sobre el derecho de sucesiones. Fue coautor de Comentaris al codi de successions de Catalunya y de la actualización del tratado sobre derecho hipotecario escrito por su padre. En 1999 escribió una biografía de su padre: Ramón María Roca i Sastre: Jurista en la vida i en l´obra. La Generalidad de Cataluña le otorgó la Cruz de Sant Jordi en 2000. Su hermano Josep (1928-1997) fue un pintor de renombre.